# Lemmus sibiricus
Lemming de Sibérie, Lemming des toundras, Lemming brun
Espèce
Statut de conservation UICN

 LC  : Préoccupation mineure
Lemmus sibiricus, appelé Lemming de Sibérie, Lemming des toundras ou Lemming brun, est une espèce de lemming, rongeur de la famille des Cricétidés.
Syn. : Lemmus trimucronatus, mais les études récentes tendent à faire de celui-ci une espèce à part entière.
Anglophones : Brown lemming ou Black-footed lemming

## Répartition et habitat
Il vit dans la toundra en Russie.